# Piotr Majchrzak

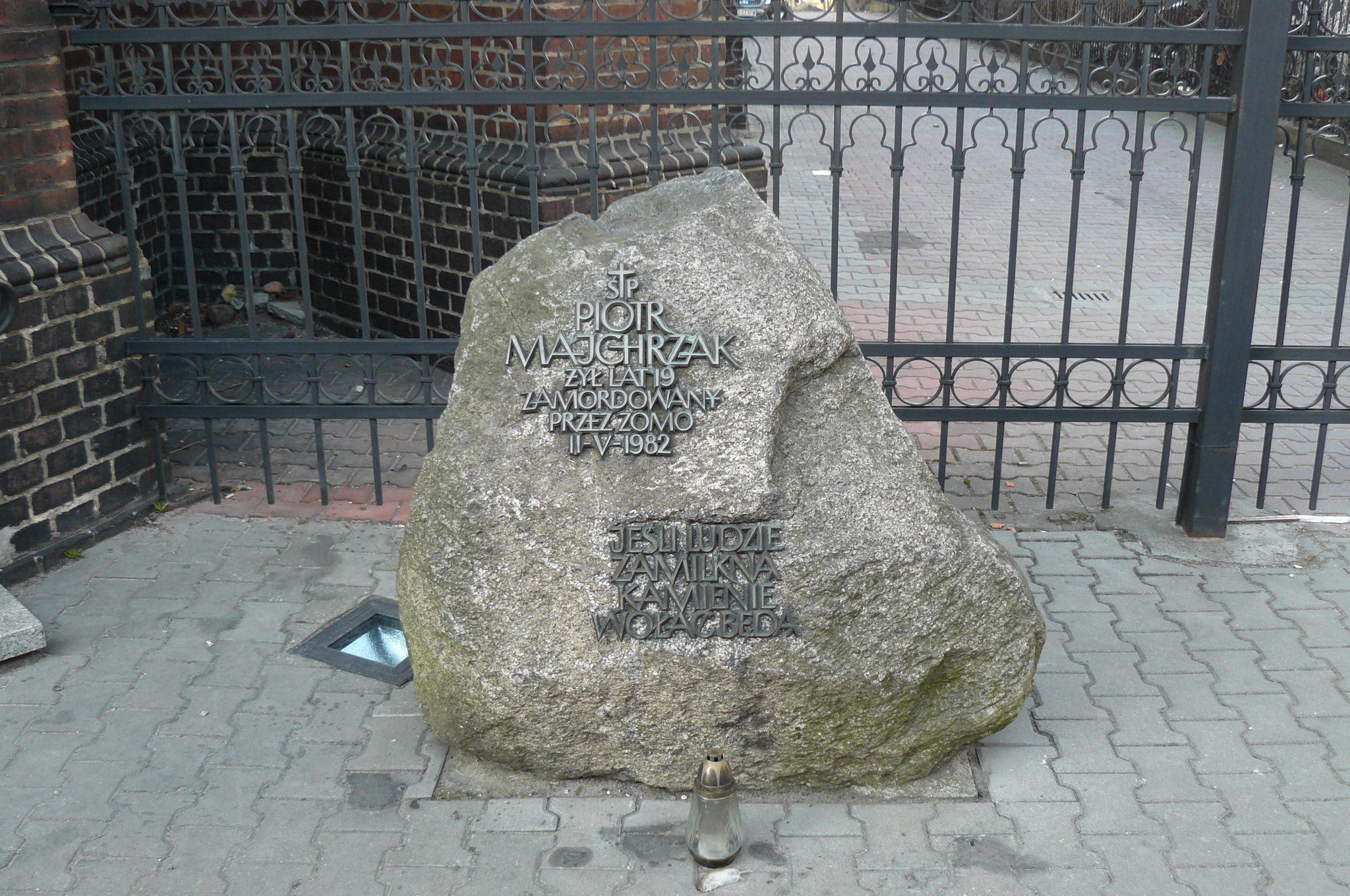
Kamień postawiony w miejscu, w którym znalezione zostało ciało Piotra Majchrzaka.

Piotr Majchrzak (ur. 12 marca 1963, zm. 18 maja 1982 w Poznaniu) — uczeń Technikum Ogrodniczego w Poznaniu. Uznany przez sejmową Nadzwyczajną Komisję do Zbadania Działalności Ministerstwa Spraw Wewnętrznych za jedną z ofiar stanu wojennego w PRL.

## Życiorys
Syn Jerzego i Teresy, miał trójkę rodzeństwa. Wychował się w rodzinie o tradycjach patriotycznych, jego ojciec uczestniczył w wydarzeniach Poznańskiego Czerwca, matka była działaczką opozycji antykomunistycznej. Od 1980 r. uczył się w Technikum Ogrodniczym w Rokietnicy. Trenował karate w klubie Feniks. W okresie stanu wojennego zaangażował się w działalność opozycyjną. Brał udział w manifestacjach, jako symbol sprzeciwu nosił opornik.

## Śmierć
Według jednej z wersji wieczorem 11 maja 1982 r. został zatrzymany i dotkliwie pobity przez ZOMO. Według innej wersji do incydentu doszło pod klubem nocnym W-Z i nie miał on podłoża politycznego, a kryminalne. W rezultacie pobicia zmarł w szpitalu 18 maja 1982 r. na skutek rozległych obrażeń czaszki, nie odzyskawszy przytomności. Lekarze medycyny sądowej podczas sekcji zwłok uznali, że przyczyną zgonu nastolatka była śmierć pnia mózgu (przyczyna: obrażenia śródmózgowe powstałe w wyniku urazu czaszki spowodowane narzędziem twardym, tępym, względnie od upadku na twarde podłoże). Śledztwo umorzono „z powodu niewykrycia sprawców przestępstwa”.
21 maja 1982 na cmentarzu komunalnym na Miłostowie w Poznaniu odbył się jego manifestacyjny pogrzeb jako ofiary stanu wojennego.

## Wynik śledztwa
Od początku dochodzenia uczestniczący w pobiciu funkcjonariusze ZOMO stworzyli alternatywną wersję wydarzeń, w której Majchrzak miał zostać pobity przez „mężczyznę z parasolem”), rozwijaną podczas milicyjnego dochodzenia i prokuratorskiego śledztwa. 8 sierpnia 1982 r. wersja ta została propagandowo nagłośniona w resortowym piśmie „W Służbie Narodu” (artykuł „Pałką czy parasolką”). 19 listopada 1982 r. śledztwo prowadzone przez Prokuraturę Rejonową dla Starego Miasta w Poznaniu umorzono „wobec braku dostatecznych dowodów popełnienia przestępstwa”. 22 marca 1983 po zaskarżeniu decyzji Prokuratura Wojewódzka w Poznaniu zleciła uzupełnienie postępowania przygotowawczego, 24 września 1983 śledztwo ponownie umorzono. 19 stycznia 1984 r. po kolejnym zażaleniu wniesionym przez rodzinę Prokuratura Wojewódzka tamże zaleciła przejęcie śledztwa przez Wydz. Śledztw Prokuratury Wojewódzkiej, mimo to 31 lipca 1984 r. sprawę ponownie umorzono, w październiku 1984 r. decyzja ta została podtrzymana przez Prokuraturę Generalną.
Sejmowa Komisja Nadzwyczajna do Zbadania Działalności MSW w swoim raporcie z września 1991 r. uznała, iż śledztwo w sprawie śmierci Piotra Majchrzaka zostało umorzone, wbrew temu, co wynikało z materiału dowodowego — według niej milicja nie odpowiadała jednak za pobicie Majchrzaka, ale za krycie sprawców pobicia lub co najmniej zaniedbania w śledztwie. W 2007 r. prokurator Instytutu Pamięci Narodowej, z uwagi na brak nowych dowodów, odmówił wszczęcia śledztwa. Rodzice Piotra Majchrzaka zaskarżyli tę decyzję ale została ona podtrzymana przez Sąd Okręgowy w Poznaniu. 20 września 2022 r. Prezes Instytutu Pamięci Narodowej Karol Nawrocki poinformował oficjalnie, że IPN wznowił śledztwo w sprawie wyjaśnienia śmierci Piotra Majchrzaka.

## Upamiętnienie
W 2006 pośmiertnie odznaczony Krzyżem Kawalerskim Orderu Odrodzenia Polski.
W 2010 radny miejski Szymon Szynkowski vel Sęk (PiS) wystąpił z inicjatywą nadania imienia Majchrzaka skwerowi lub ulicy. 11 grudnia 2014 oficjalnie nadano nazwę i odsłonięto Zaułek im. Piotra Majchrzaka, będący pieszym przesmykiem bezpośrednio sąsiadującym z Cmentarzem Zasłużonych Wielkopolan w Poznaniu. W maju 2022 r. w Wielkopolskim Muzeum Niepodległości została otwarta wystawa „Czekając na prawdę. Piotr Majchrzak 1963 – 1982” poświęcona okolicznościom śmierci Piotra Majchrzaka.